# 織田信秀 (侍従)
織田 信秀（おだ のぶひで）は、安土桃山時代の武将。織田信長の6男。諱は祖父である戦国大名・織田信秀と同名である。通称は三吉（さんきち）で、羽柴の氏と豊臣の姓を授けられて三吉侍従と呼ばれた。法号を浦坊。

## 生涯
信長の6男とされていることとルイス・フロイスの『日本史』の記述から元亀年間（1570年から1573年）頃に生まれたと推測されるが、生没年は不詳。生母も分からない。
本能寺の変以前の事績は不明だが、天正10年（1582年）6月20日に発給した文書によると、まだ信秀（大洞）は元服前で、変の際は美濃国仏照寺に落ちて難を避けていたことがわかる。
同日、信長が支給していた美濃揖斐郡内の所領について、羽柴秀吉が安堵した。
清洲会議での決定によって、近江国栗太郡山田庄の所領を得たことがわかるが、これが転封なのか加増なのかは不明。所領の総石高もわからない。ただ、天正11年（1583年）12月28日に山田庄内の屋敷を本願寺に寄進していることから、信秀は当時は一向門徒（浄土真宗）であったらしい。またこの時の署名からすでに元服を終えて、通称を三吉郎、名を信秀としていたことがわかる。
天正13年（1585年）7月、従四位下侍従に叙任され、羽柴の氏を授けられて三吉侍従と呼ばれた。11月6日、秀吉の参内に供奉し、翌天正14年（1586年）2月13日、侍従任官の礼物として白銀10枚を朝廷に献上した。
『フロイス日本史』によれば、この頃、信長の妹の子でいとこにあたるクマノスケ(織田熊之丞)と共に、大坂の修道院で説教を聞き、そのまま受洗をうけてキリスト教に改宗した。洗礼名はペトロ。生母は受洗を怒ったものの、これを諭して逆にインドやヨーロッパの文物を見聞するよう勧めて、司祭に母に教えを説くよう依頼してキリスト教の理解者にしたという。
天正15年（1587年）3月、九州遠征に従軍した際には、この時はまだ禁教令以前であったため、象牙のロザリオを首にかけて大坂城から出陣した。
天正16年（1588年）4月の後陽成天皇の聚楽第行幸に際しては、信秀は秀吉の牛車の後ろに従い、秀吉に提出した起請文にも国持大名22人とともに列して忠誠を約し、三吉侍従豊臣信秀として署名した。これにより豊臣姓を授けられていたことがわかる。
文禄元年（1593年）の文禄の役には御後備衆の筆頭として300人を率いて従軍したが、前年3月5日に発布された同軍役之定により、江・尾・濃・伊の4カ国の大名は1万石につき350人を出すという規定であったため、このときの信秀の石高が1万石前後だったことがわかる。出征はしなかったが、御留守番陣衆の1つとして肥前名護屋城に駐屯し、東二之丸御後備衆となった。
文禄3年（1594年）5月26日、名護屋城にて明使沈惟敬が秀吉に謁見した際には、同室はしなかったが、次之間にて木下勝俊ら以下9人と共に控えていた。
『織田家雑録』によれば、京都で癩病のために病死したというが、没年は明らかではない。慶長2年（1597年）2月4日付で山田庄宛の9カ条の掟書きが出されており、同年までは所領の支配が確認されるので、その後であろうと推測される。
切支丹であったはずの信秀の墓所は不明だが、『寛政重脩諸家譜』によれば戒名は芳徳院高巌照公。理由はわからないが、死後、除封された。

## その他
- 年代不明ながら、信秀は丹石流の衣斐一左衛門尉（衣斐丹石か）に宛てて兵法伝授の起請文を出している[24]。

## 参考資料
- 堀田正敦「国立国会図書館デジタルコレクション 織田氏」『寛政重脩諸家譜 第3輯』國民圖書、1923年、557頁。
- 高柳光寿; 松平年一『戦国人名辞典』吉川弘文館、1981年、54頁。
- 岡田正人『織田信長総合事典』雄山閣出版、1999年、129-131頁。ISBN 4639016328。
- 西ヶ谷恭弘『考証 織田信長事典』東京堂出版、2000年。ISBN 9784490105506。
- 吉村茂三郎 著、吉村茂三郎 編『国立国会図書館デジタルコレクション 松浦叢書 郷土史料』 第1、吉村茂三郎、1934年。